# اس‌ان‌ال کره
اس‌ان‌ال کره (به کره‌ای: SNL코리아؛ انگلیسی: SNL Korea) یا به اختصار با نام اس‌ان‌ال‌کی (SNLK) نیز شناخته می‌شود، یک برنامه تلویزیونی واقع‌نمای کره جنوبی و یک اثر اقتباسی از برنامه آمریکایی پخش زنده شنبه شب است. این برنامه در ابتدا از ۳ دسامبر ۲۰۱۱ تا ۱۸ نوامبر ۲۰۱۷، شنبه‌ها ساعت ۲۲:۵۰ (کی‌اس‌تی) از تی‌وی‌ان پخش شد. در سال ۲۰۲۱ این برنامه توسط کوپانگ پلی احیا شد و از ۴ دسامبر ۲۰۲۱، شنبه‌ها ساعت ۲۲:۰۰ (کی‌اس‌تی) از این پلتفرم پخش شد.

## لوگوها

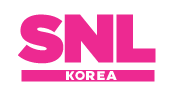
لوگوی اس‌ان‌ال کره از فصل ۱ تا ۶؛ ۳ دسامبر ۲۰۱۱ تا ۲۶ دسامبر ۲۰۱۵
لوگو از ۲۷ فوریه ۲۰۱۶ تا ۱۸ نوامبر ۲۰۱۷